# Mgławica Orzeł
Mgławica Orzeł (również Messier 16, M16 lub NGC 6611) – gromada otwarta w gwiazdozbiorze Węża (w Ogonie Węża). W suplemencie do NGC, pojawia się też oznaczona IC 4703 mgławica emisyjna (być może obszar H II), otaczająca i rozświetlona przez M16. Oba obiekty są ze sobą powiązane, nazwa Mgławica Orzeł zwyczajowo dotyczy ich obu.

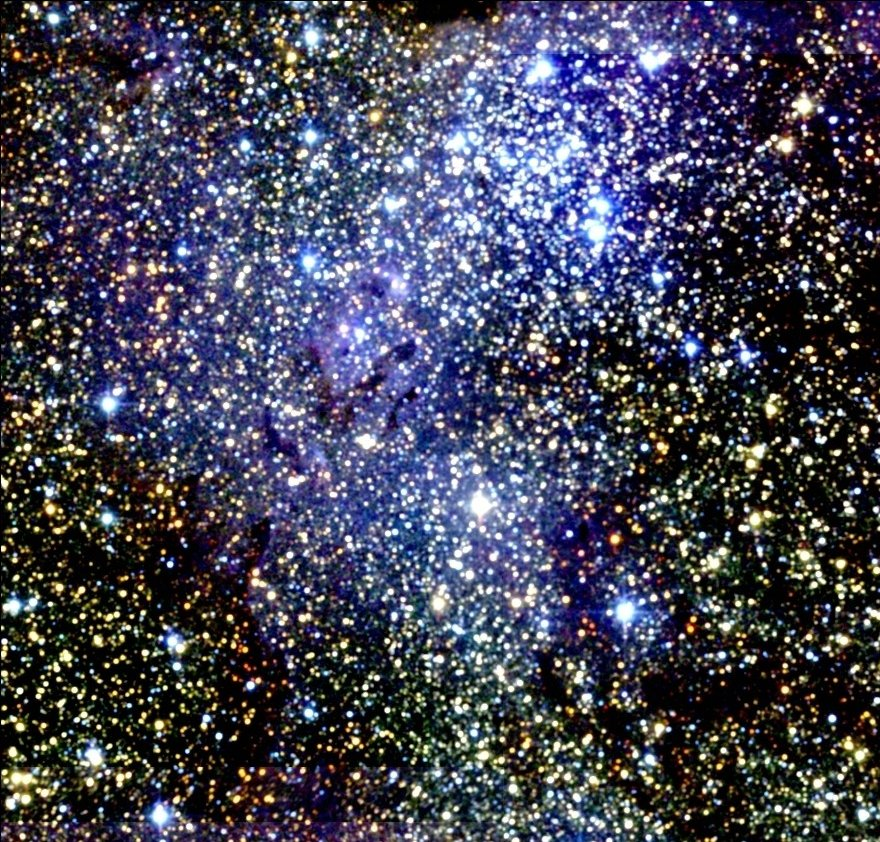
Gwiazdy gromady otwartej M16, zdjęcie 2MASS

Gromadę otwartą M16 (NGC 6611) odkrył Jean Philippe de Chéseaux w roku 1745 lub 1746. Charles Messier odkrył ją niezależnie 3 czerwca 1764 roku i zasugerował jednocześnie istnienie mgławicy.
M16 jest jednym z najpopularniejszych obiektów astronomicznych, do czego niemało przyczyniły się jej sławne zdjęcia wykonane przez Kosmiczny Teleskop Hubble’a (tak zwane Filary Stworzenia).

## Podstawowe dane
M16 znajduje się w odległości 7 tysięcy lat świetlnych (2,17 kpc) od Ziemi. Średnica kątowa mgławicy to 7 minut. Rzeczywista średnica gromady to 15 lat świetlnych, a cała mgławica ma rozmiary 70 × 55 lat świetlnych. Gromada gwiazd w M16 składa się z około 460 młodych gwiazd, których wiek szacowany jest na zaledwie 1-2 miliony lat. Naukowcy z Uniwersytetu Massachusetts, analizując obecne tam gwiazdy, dostrzegli obiekty o masie 3-8 mas Słońca, które dopiero rozpoczynają swoją ewolucję na ciągu głównym diagramu Hertzsprunga-Russella.
Jasność gromady to 6,4m. Jest niedostrzegalna gołym okiem, ale przy dobrych warunkach można ją zaobserwować przez lornetkę.

## Sąsiedztwo z Mgławicą Omega
W bardzo bliskim sąsiedztwie M16, lekko na południe, znajduje się inny ciekawy obiekt, Mgławica Omega (M17), która również jest emisyjna. Studiując fotografie obu obiektów, można dostrzec między nimi wiele ciemnych plam. Są to prawdopodobnie liczne mgławice ciemne.

## Galeria zdjęć

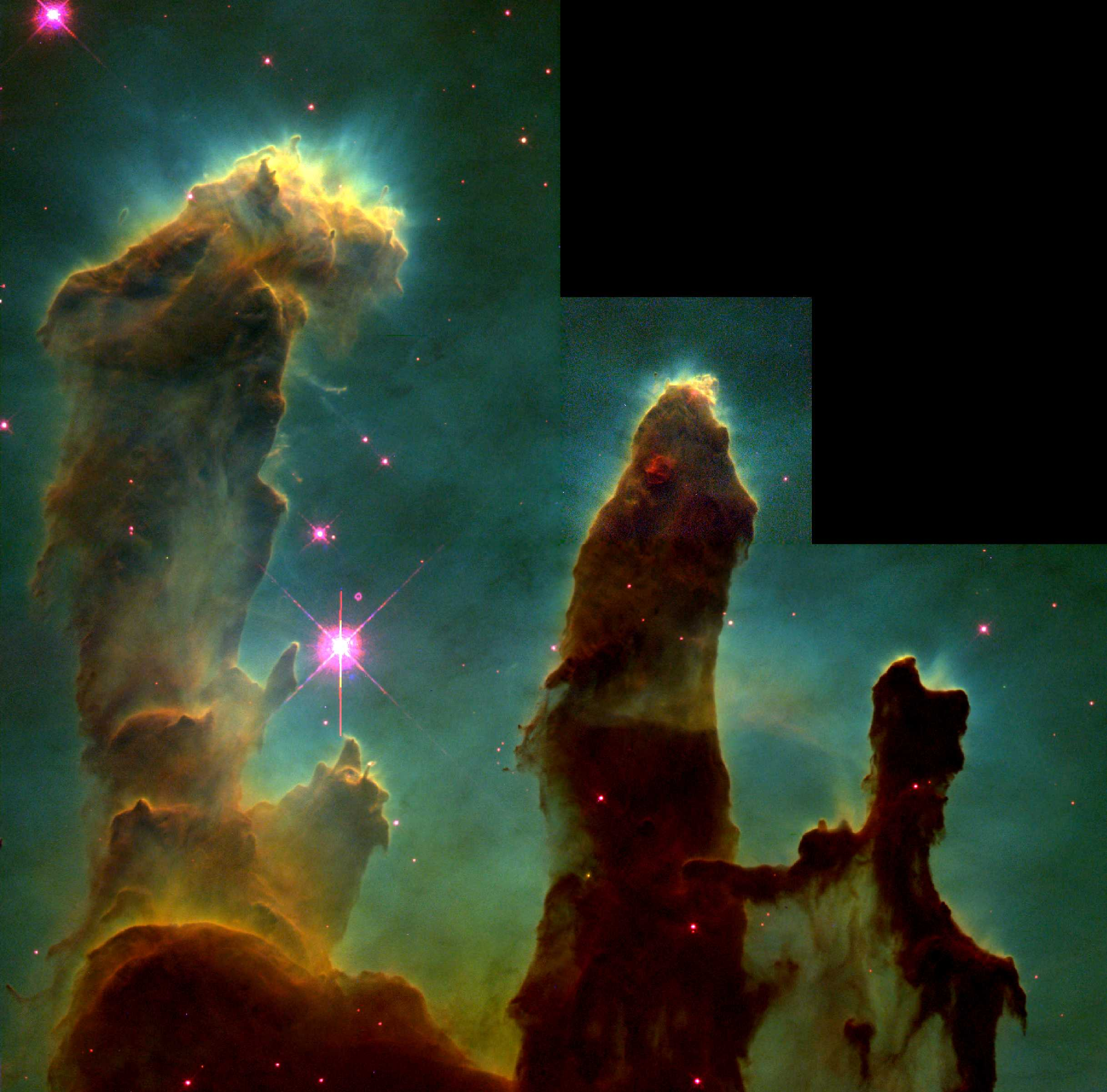
„Filary Stworzenia” z Teleskopu Hubble’a  (1995)
„Filary Stworzenia” z Teleskopu Hubble’a (2014)
„Filary Stworzenia” z Teleskopu Webba (2022)
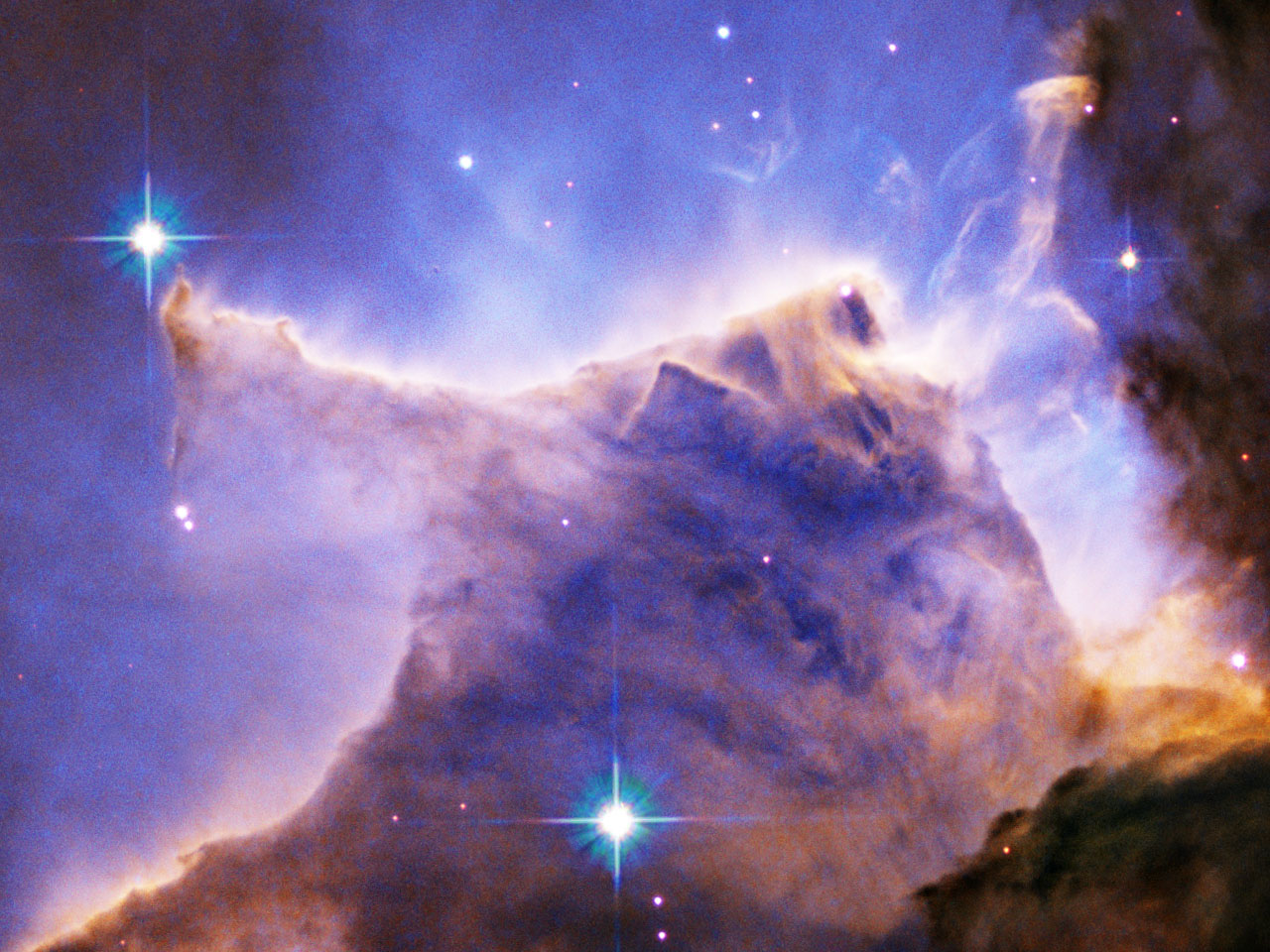
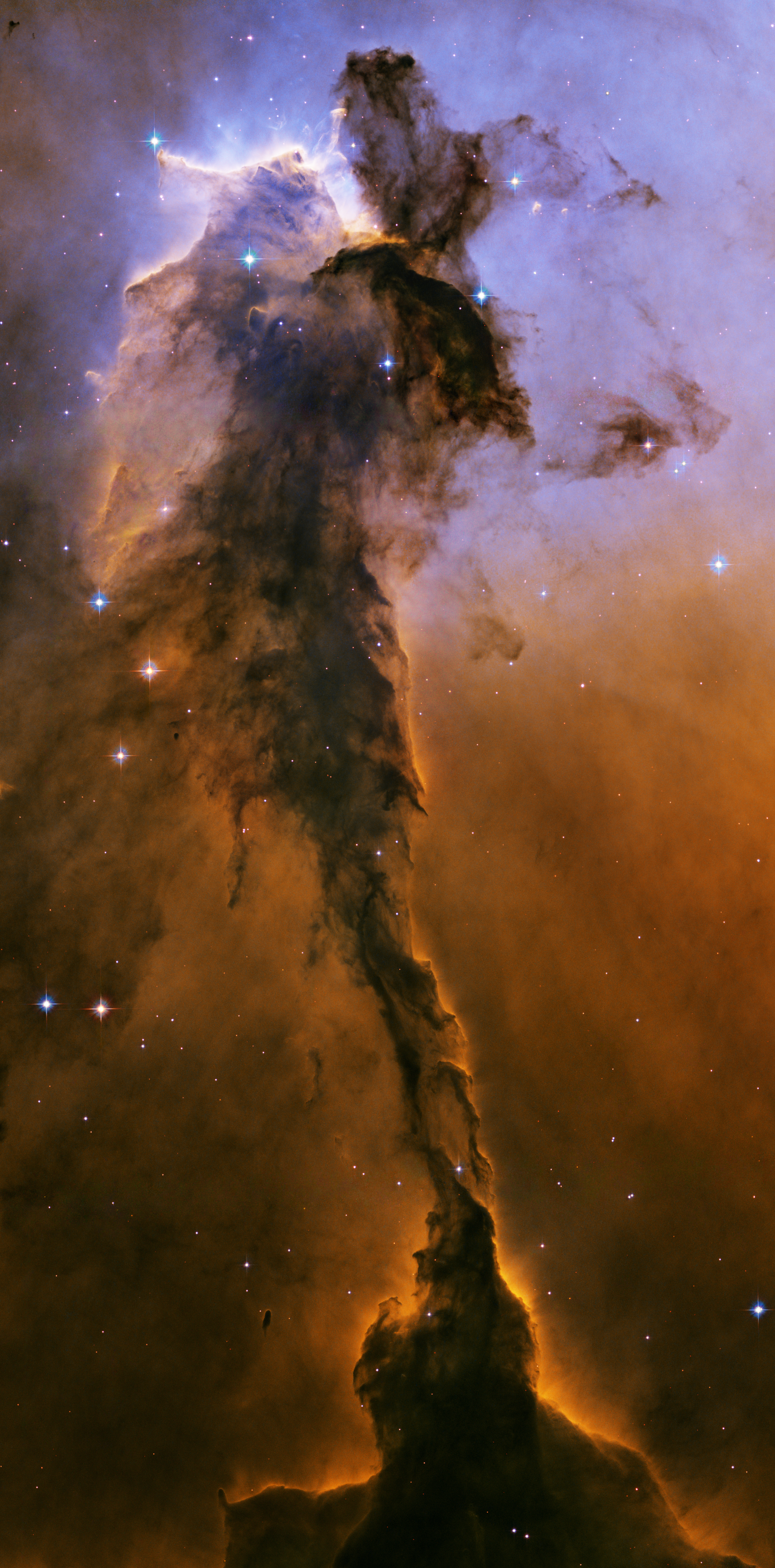
„Wróżka” z Teleskopu Hubble’a (2004)